# Halasi Béla (operaénekes)
Halasi Béla, született: Fischer, névváltozatok: Darvas Béla, Darvas Halasi Béla, Halasi Darvas Béla (Pest vagy Szeged, 1853 vagy 1858 – Debrecen, 1915. május 16.) operaénekes (bariton), igazgató.

## Életútja
Darvas Antal és Frank Róza fiaként született. 1878. december 8-án kezdte pályáját Miklósy Gyula társulatában. 1884. szeptemberétől a Nemzeti Színházban volt segédszínész, majd a Magyar Színházban is játszott. Baritonista volt és évekig járta az országot, nagy sikert aratva fellépésein. 1900. júliusa és 1903. között egy kisebb társulatot működtetett, és később is csak kisebb létszámú társulatoknál szerepelt. 1909. október 5-én vonult nyugdíjba. Az Országos Színészegyesület igazgatótanácsának tagja volt. Fischer családi nevét 1887-ben változtatta Darvasra. Neje Serfőzy Etel operetténekesnő, leánya Halassy Mariska színésznő.

## Fontosabb szerepei
- Germont (Verdi: Traviata)
- Jariczki (Millöcker: Koldusdiák)

## Működési adatai
1880: Székesfehérvár; 1882–84: Mosonyi Károly; 1886–87: Nemzeti Színház; 1889: Székesfehérvár; 1890: Szabadka; 1891: Zombor; 1892: Balatonfüred, Kecskemét; 1893: Győr, Sopron; 1894: Kecskemét; 1896: Szeged; 1898: Magyar Színház; 1899: Kassa; 1903: Krecsányi Ignác; 1904: Mezey János; 1905–08: Heves B.; 1908–09: Polgár Károly. 
Igazgatóként: 1900: Békéscsaba, Munkács; 1901: Sátoraljaújhely, Békéscsaba, Munkács; 1902: Sátoraljaújhely, Makó, Kisvárda, Siófok, Besztercebánya, Munkács, Szentes; 1903: Battonya, Békés, Gyoma, Nagyszalonta.